# 4 iunie (calendar ortodox)

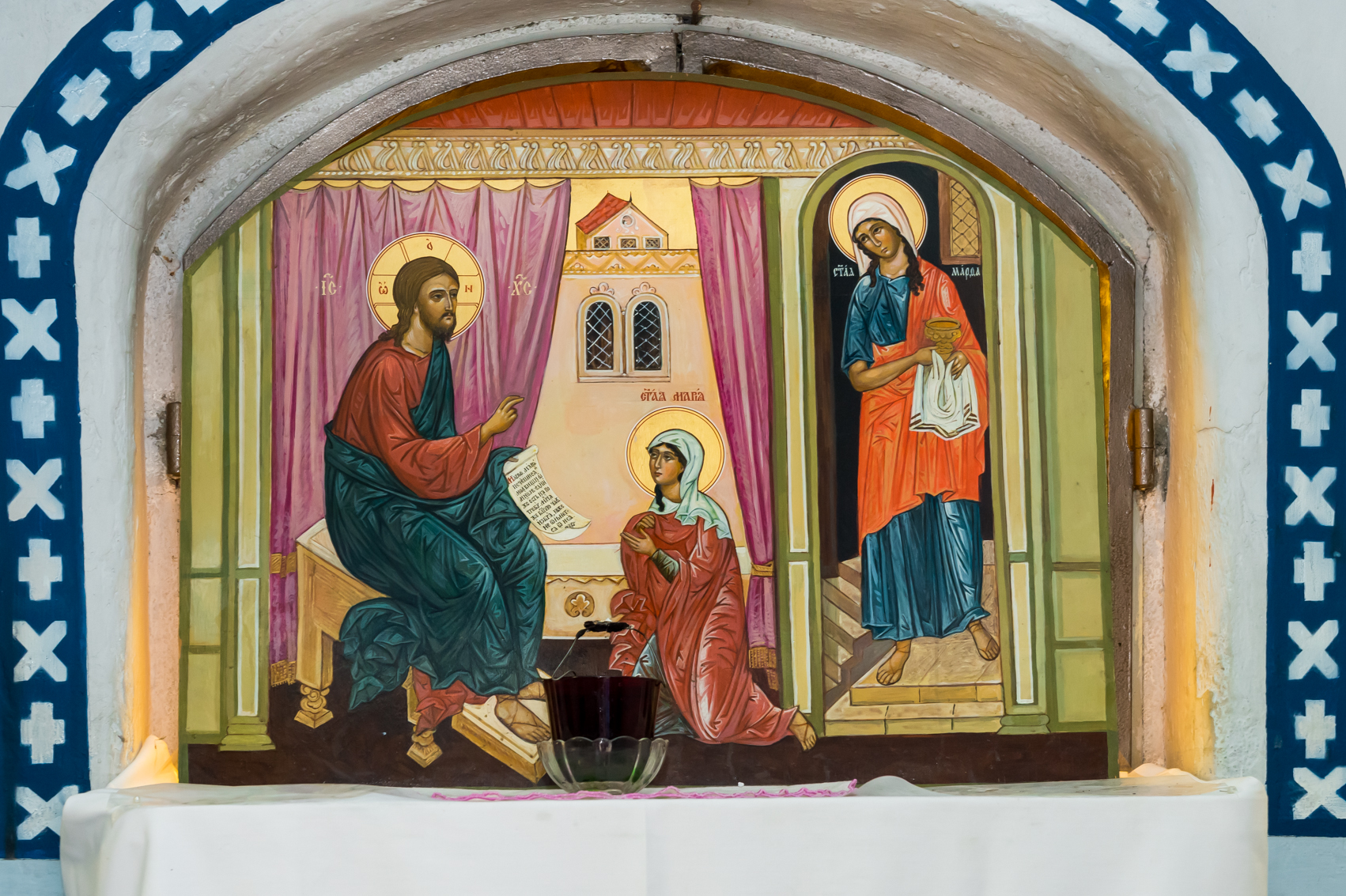
Sfintele Maria și Marta, surorile lui Lazăr

4 iunie în calendarul ortodox:

## Sfinți
- pomenirea celui între sfinți Părintelui nostru Mitrofan, primul patriarh de Constantinopol.
- pomenirea Cuvioasei Maicii noastre Sofia cea din Tracia, care a viețuit sihăstrește și cu cuvioșie.
- pomenirea Sfântului Cuviosului Mucenic Ioan, egumenul Mănăstirii Monagriei, care, fiind în sac băgat și în mare aruncat, s-a săvârșit.
- pomenirea Cuviosului Alonie Egipteanul, care cu pace s-a săvârșit.
- pomenirea Sfintelor Maria și Marta, surorile lui Lazăr, care cu pace s-au săvârșit.
- Cei patru martiri - Zoticos, Attalos, Kamasis, Filippos - din Niculițel

## Nașteri
- 1896 - sfântul ierarh Ioan Maximovici la Adamovka, provincia Harkov, în Rusia.
- 1936 - IPS Timotei Seviciu, arhiepiscop al Aradului.